# Ploumagoar
Ploumagoar (en bretó Plouvagor) és un municipi francès, situat a la regió de Bretanya, al departament de Costes del Nord. L'any 1999 tenia 4.399 habitants. L'11 de febrer de 2008 el consell municipal va aprovar la carta Ya d'ar brezhoneg.

## Demografia
| 1962                                       | 1968  | 1975  | 1982  | 1990  | 1999  |
| ------------------------------------------ | ----- | ----- | ----- | ----- | ----- |
| 2.604                                      | 3.092 | 3.940 | 4.563 | 4.567 | 4.399 |
| Des de 1962: població sense dobles comptes |       |       |       |       |       |

## Administració
| Període | Identitat      | Partit |
| ------- | -------------- | ------ |
| 2001-   | Yves Lollieric |        |